# Hauchbild
Als Hauchbild, auch Hauchbildchen, Hauchbillett, Hausenblasenbild, Klosterbildchen oder Flandrische Bildchen werden kleine, hauchdünne, farbige Bilder bezeichnet, die sich auf der Hand durch die Körperwärme und beim Anhauchen einrollen. Seit Mitte des 17. Jahrhunderts bekannt, wurden sie ursprünglich mit einem Bindemittel aus der Schwimmblase des Hausen hergestellt und zeigen religiöse, aber auch weltliche Motive. Sie wurden zunächst als Devotionalien, später auch als Motivationsanreiz für Schulkinder verwendet.

## Begriff

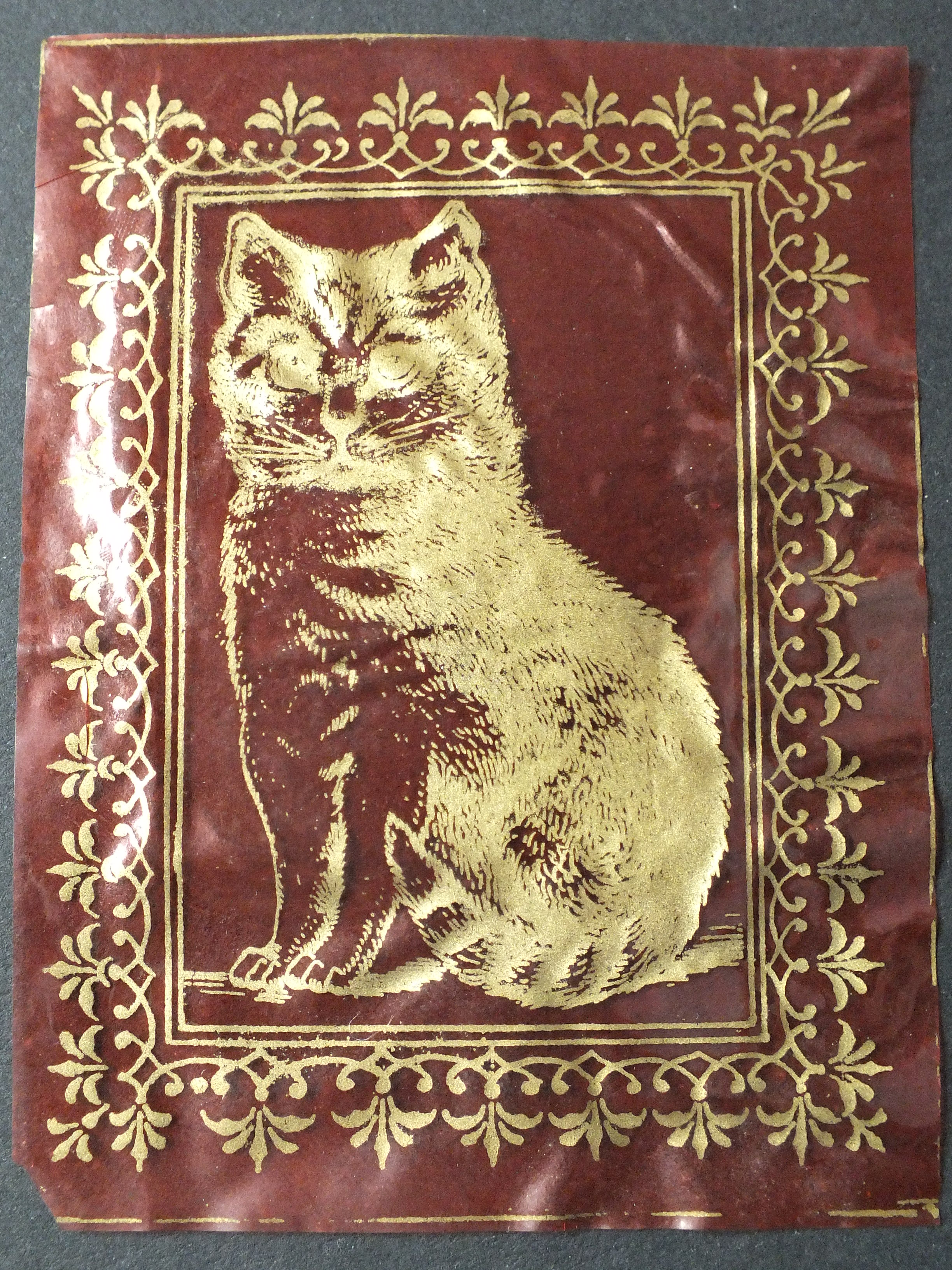
Hauchbild, Deutschland, Ende 19. Jahrhundert

Die Bezeichnung Hauchbild bezog sich ursprünglich auf das sehr dünne Produkt; die Verkleinerungsform Hauchbildchen stellte einen Bezug zu den Kindern her. Auch der Begriff Hausenblasenbild findet sich.
Das Wort Hauchbild spielt darauf an, dass die Folien sich schon bei leichtem Anhauchen krümmen und sogar einrollen.
Die späteren Zelluloidbilder, die viel starrer waren und leicht brachen, hießen „der Einfachheit halber“ auch Hauchbilder.

## Herstellungsverfahren
Seit Mitte des 17. Jahrhunderts wurden hauchdünne transparente Bildfolien aus der getrockneten Schwimmblase des Europäischen Hausen hergestellt. Sie verdanken ihre Folienfestigkeit einem Bindemittel, der aus Collagen bestehenden Hausenblase. Für die Herstellung der Hauchbilder wurde die Hausenblase zunächst zu einer leimartigen Lösung aufgekocht, anschließend gefärbt und auf Kupferplatten mit dem Pinsel aufgetragen oder gegossen. Das Bild auf der Folie entstand durch Kupferstich.
Eine Herstellungsanleitung von 1715 nennt als ersten Schritt das Zerschneiden von drei Lot weißer Hausenblase. Sie wurde über Nacht in einem Maß Brunnenwasser eingeweicht, in dem sich für die Transparenz zwei oder drei Löffel Spiritus befanden. Diese Lösung, auf kleiner Flamme gekocht, wurde anschließend durch ein Tuch abgeseiht. Um den Hauchbildern ihre meist rote oder grüne, aber auch gelbe oder blaue Farbe zu geben, kamen Naturstoffe wie Lackmus, Pflanzengrün oder Safran zur Anwendung, die zuvor in frischem Wasser eingeweicht und durch Fließpapier gefiltert worden waren. Die Kupferplatte, in die das gewünschte Motiv gestochen war, wurde mit Baumöl eingerieben und mit Muschelgold oder Muschelsilber ausgelegt, die gefärbte, abgekühlte Flüssigkeit musste mehrmals dünn mit dem Pinsel aufgetragen werden. Danach ließ sich das getrocknete Hauchbild leicht ablösen.
Noch Anfang des 19. Jahrhunderts beschrieb Johann Heinrich Moritz von Poppe die Herstellung ähnlich:
- Hausenblase mit einem Hammer zerschlagen und zuerst in kaltem, dann in warmem Wasser reinigen.
- In einem frischen Topf eine halbe Stunde schwach köcheln lassen, bis sie zu einer breiartigen Masse wird, die so fest ist, dass sie einen Tropfen bildet, wenn man sie auf den Fingernagel schüttet.
- Die Masse mit Safran oder Fernambuk färben.
- Die Form mit Honig einreiben und am Rand wachsen oder mit Baumwolle bedecken.
- Eine dünne Schicht Leim eingießen und in der Sonne trocknen lassen, danach löst sich das Bild von selbst aus der Form.

Es ist anzunehmen, dass schon bald die Schwimmblasen anderer Fischarten aus der Familie der Störe und Welse als Ersatz für die Hausenblasen dienten, die unter anderem auch von Weinherstellern, Seidenwirkern und Medizinern verwendet wurden.
Später ließen die Hersteller manchmal das Muschelgold und Muschelsilber weg und druckten auch in Weiß, das, gegen das Licht gehalten, schwarz erschien.
Ab der Mitte des 19. Jahrhunderts kam statt der Hausenblase meist Gelatine zum Einsatz. Die auf Folie geklebten Papierbildchen waren dann nicht mehr so beweglich; ein „geschmackloser Goldgrund“, „der sich schlecht vom Untergrund abhob“, vervollständigte die Änderungen. In der Folge wurde das Hauchbild mehr und mehr vom Heiligenbild zum Lesezeichen und zum Scherzartikel, etwa in der Form eines zappelnden Fisches.

## Hersteller
Schon in den 1640er Jahren gab es Hausenblasengießer in Augsburg. Anfangs kam es zu heftigen Auseinandersetzungen mit den Herstellern der bis dahin üblichen gemalten Heiligenbildchen, die den Vorwurf der Geschäftsschädigung erhoben. Die Kapuziner hatten in ihren Reihen einen Pater, der das Gießrezept hütete, doch auch gesellschaftlich hochgestellte Damen verstanden sich auf die neue Technik. Da auf Hauchbildern meist weder Verlagsnamen noch Ortsangaben aufgebracht waren, lässt sich die Herkunft einzelner Bilder schwer feststellen. Christa Pieske führt eine Reihe von Herstellerfirmen auf, die heute weitgehend aufgelassen sind:
- Continental-Gelatine-Industrie, Michelstadt,
- Paul Hausmeister & Co., Göppingen,
- Carl Jürgens, 1844 in Berlin-Spandau gegründet,[10]
- Gebrüder Klotz, Göppingen,
- Leopold Moses, Eßlingen,
- Josef Sippel, Dresden,
- F. Thüringer, Nürnberg,
- Vereinigte Gelatine-Folien- und Flitterfabrik, Hanau,
- Johann Walch, Augsburg,
- Württembergische Gelatine-Folien-Fabrik Hetzel & Co., Obertürkheim.

## Verwendung
Hauchbilder wurden zunächst als Devotionalien verwendet, dann auch für den Dekorationsbedarf.

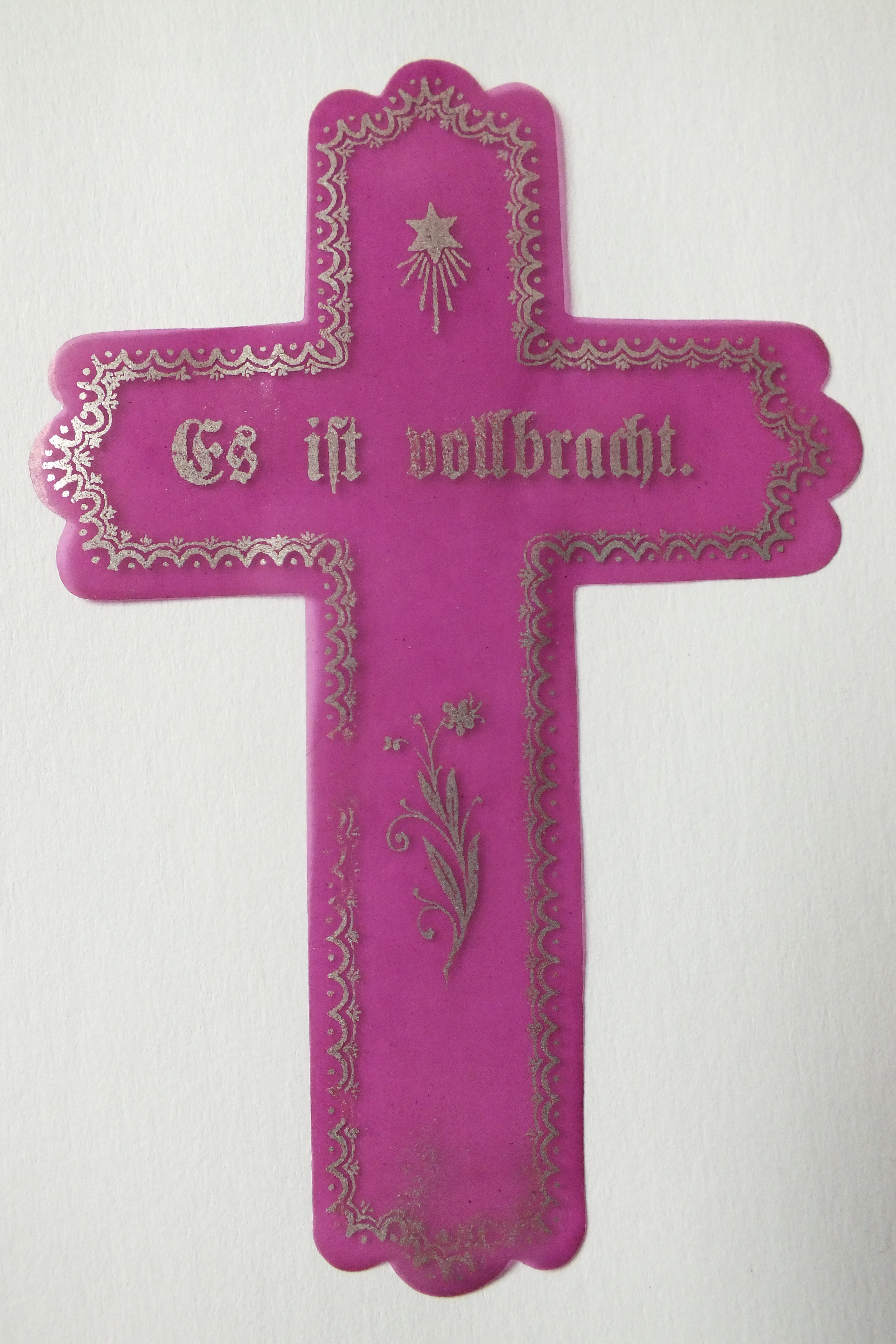
Hauchbild in Kreuzform mit Bibelzitat „Es ist vollbracht.“

Gegen Ende des 18. Jahrhunderts finden sich auf den Hauchbildchen Darstellungen von Heiligen und deren Namen darunter, auch Zitate aus dem Evangelium wurden aufgedruckt. Die Menschen nannten sie auch Klosterbildchen oder Flandrische Bildchen. In einem Lexikon von 1781 wird erwähnt, dass diese sich „vom Hauche krümmt(en)“ und „insbesondere den kleinen Kindern zur Belohnung gegeben“ wurden. Religiöse Hauchbilder erhielten die Kinder meist vom Pfarrer oder Katecheten.
Vermutlich einige Jahre vor 1900 bot die Spandauer Firma Carl Jürgens in einer Fachzeitschrift des Schreibwarenhandels sie unter der Bezeichnung Hauchblättchen in Tausenderpaketen an, je nach Inhalt zum Preis von fünf bzw. neun Mark. Auch Chromobilder-Abfall in Paketen zu je einem halben und einem ganzen Kilo war dort zu haben.

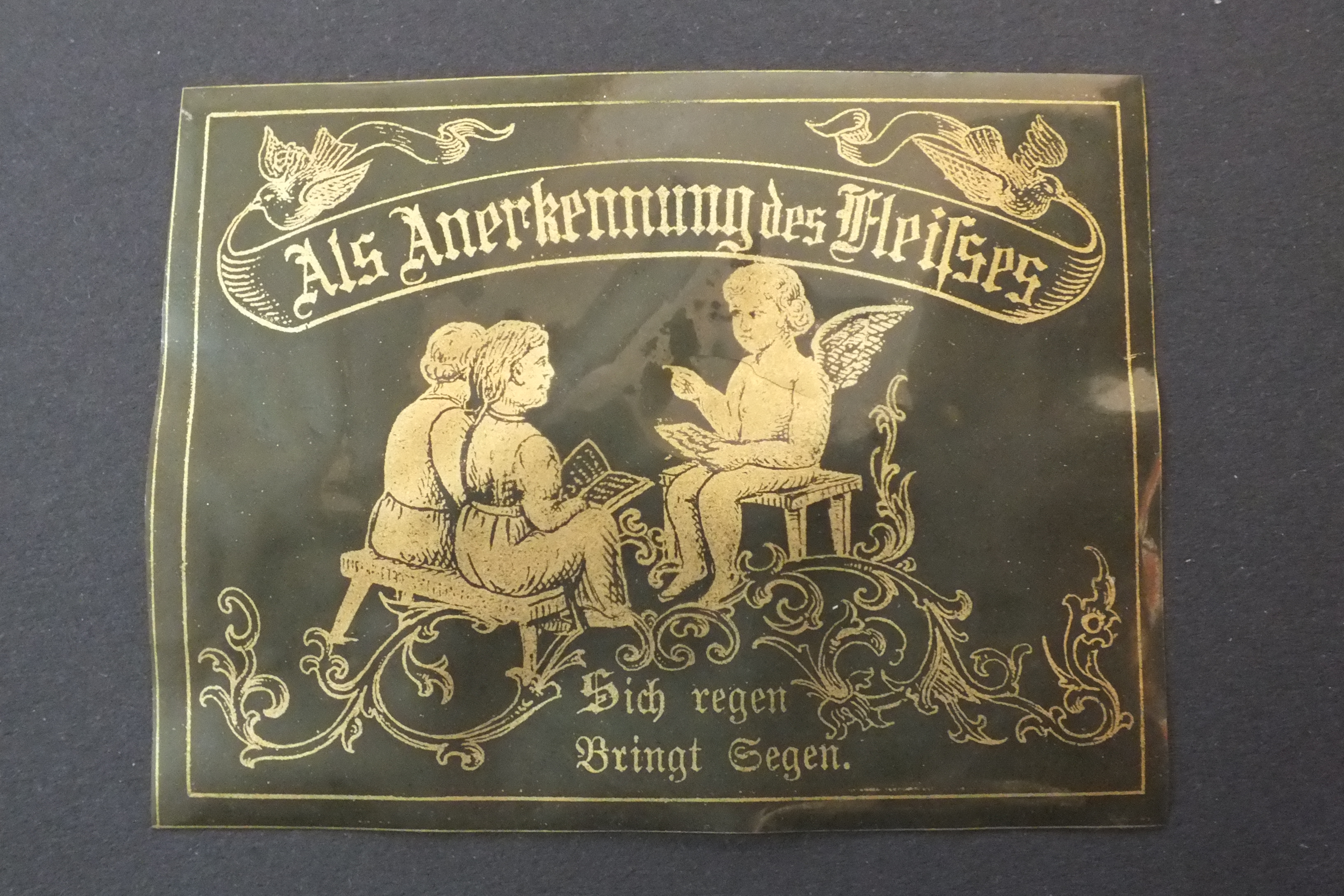
Fleißbild

Hauchbilder fanden als Fleißbildchen Eingang in die Schulen. So erinnert sich zum Beispiel Ludwig Ganghofer an ein „rotes Hauchbildchen, das sich auf der warmen Handfläche krümmte“, und Hans Carossa beschreibt, was zu sehen war, als ein Hauchbild gegen das Licht gehalten wurde: „Da zeigte sich das erdämmernde Gebirg von schaurig-düsterem Weinrot übergossen, als käme der Jüngste Tag.“ Sie waren bis weit ins 20. Jahrhundert in Gebrauch.
Auch als Zeichen der Freundschaft wurden Hauchbilder verschenkt, und zwar nicht nur die mit weltlichen Motiven wie Blumen, Ranken oder Körbchen, die es auch in Herzform gab. Schnell wurden die Hauchbilder zu einem industriell erzeugten Massenprodukt.

## Motive
Ein Bestellformular des Herstellers Carl Jürgens, vermutlich kurz vor 1900 gedruckt, nennt in einer mit usw. endenden Aufzählung folgende Bildmotive:
- Fleißkärtchen
- Weltliche
- Bibelsprüche
- Heiligenbilder
- Bilder ohne Text
- Christliche Dichtungen
- Biblische Bilderrätsel
- Sprüche im Kreuz
- Karikaturen

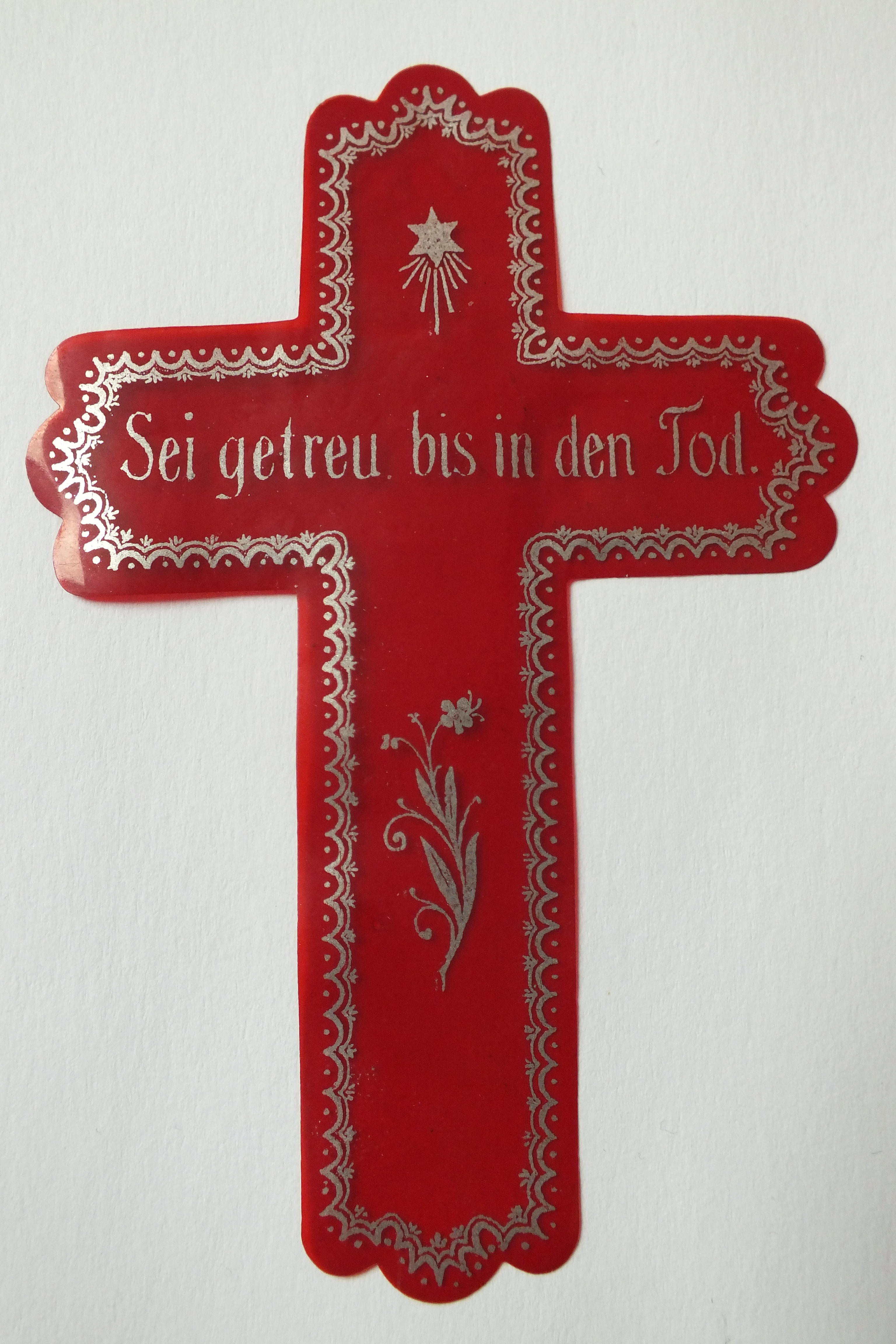
Hauchbild in Kreuzform

und versichert den Bestellern, diese „reizenden Zugaben“ würden als „Lockspeise für Schulkinder“ die Schuljugend dauerhaft an ihr Geschäft binden.
Daneben gab es für Erwachsene Ulkbilder, die kalauerartige Zweizeiler mit einem Bild kombinierten. So zeigte etwa das Bild den Sturz eines jungen Radfahrers, und der Vers hieß „Wer solche Dinge macht / Wird oft noch ausgelacht.“
Auch Vexierbilder, die zur Suche nach versteckten Figuren aufforderten und Familien zum Zeitvertreib dienten, finden sich auf Hauchbildern.

## Verbreitung
Anfangs wurden Hauchbilder von Hausierern verkauft, aber auch in Krämerläden und später auf Märkten. Rund um Augsburg trafen die Hauchbilder im 17. Jahrhundert vor allem bei den Geistlichen auf große Nachfrage, da diese sie zur Verbreitung religiöser Inhalte einsetzen konnten. Vor etwa 200 Jahren sollen auch Bettelmönche, die Almosen sammelten, sie an Kinder ausgeteilt haben.
In Frankreich fanden sich die Gelatinefolien noch bis vor dem Ersten Weltkrieg in Klosterschulen, wo sie auch verkauft und unter anderem mit „von Perlmutterblättchen gebildeten Blüten“ beklebt wurden.